# 熊本都市バス本山営業所
熊本都市バス本山営業所（くまもととしばすもとやまえいぎょうしょ）は、熊本都市バスのバス営業所の一つ。熊本都市バス本社が置かれている。熊本市営バスの民間移譲に伴い、熊本市営バス上熊本営業所本山車庫を引き継いでに発足した。
主に熊本市西南部の路線を担当する。定期点検程度の自社整備工場を併せ持っているが、点検・整備は九州産交オートサービスに委託している。

## 駐在所
現在、駐在所は存在しないが、過去においては下記の駐在所が存在した。
- 烏ヶ江駐在所（烏ヶ江終点:2019年4月1日廃止）
  - 4両を留置していた。子飼渡瀬線の一部を担当した。2019年4月1日改正で烏ヶ江発着の減便により、駐在廃止。その後5月31日をもって烏ヶ江発着便も廃止された。
- 上熊本駐在所（上熊本営業所：2011年3月31日廃止）
  - 熊本市交通局上熊本営業所内に7両を留置していた。大江城西線の大部分と、付帯する上熊本車庫線を担当した。上熊本営業所が同市交通局から当社へ移管に伴い廃止され、大江城西線は路線は現在両営業所共管（本山運行は土休日のみ）となっている。

## 担当路線

### 現行の路線
- 熊本桜町バスターミナルは以下「桜町BT」と省略。
- 本山営業所の路線は下記の路線図のものを表記。*太字は途中折り返しのある停留所。
  - 熊本都市バス路線図（2024年4月1日現在）
  - 熊本都市バス所管一覧表

#### 一般系統
| 路線名       | 案内番号    | 起点                | 運行経由地 | 終点                | 備考 |
| ------------ | ----------- | ------------------- | --- | ------------------- | --- |
| 第一環状線   | O1-0        | 熊本駅前            | → 五福校前 → 新町 → 上熊本駅 → 子飼橋 → 大江渡鹿 → 熊本整形外科病院前（旧：大江4丁目←旧：森都病院前←旧：NTT病院前） → 大学病院前 → 本山営業所 → | 熊本駅前            | 熊本市の中心部の周りを一周する路線 上熊本営業所との共管路線 |
| 第一環状線   | O2-0        | 熊本駅前            | （O1-0と逆方向） | 熊本駅前            | 熊本市の中心部の周りを一周する路線 上熊本営業所との共管路線 |
| 中央環状線   | O3-0        | 熊本駅前            | → 大学病院前 → 尚絅校前 → 大江渡鹿 → 県立劇場前 → 変電所前 → 一の井手 → 南熊本駅前 → 春竹小学校入口 → 二本木町 →                                | 熊本駅前            | 熊本駅循環2系統と県立劇場折り返しの2系統がある。 |
| 中央環状線   | O4-0        | 熊本駅前            | （O3-0と逆方向） | 熊本駅前            | 熊本駅循環2系統と県立劇場折り返しの2系統がある。 |
| 中央環状線   | O3-1        | 熊本駅前            | - 大学病院前 - 尚絅校前 - 大江渡鹿 - | 県立劇場            | 熊本駅循環2系統と県立劇場折り返しの2系統がある。 |
| 中央環状線   | O4-1        | 熊本駅前            | - 二本木町 - 春竹小学校入口 - 南熊本駅前 - 一の井出 - 変電所前 -                                                                                | 県立劇場            | 熊本駅循環2系統と県立劇場折り返しの2系統がある。 |
| 八王寺環状線 | L0-0        | 桜町BT              | → 熊本市役所前 → 水道町 → 水前寺公園前 → 出水中学前 → 八王寺 → 南熊本駅前 → 本荘町 → 大学病院前 → 下通筋 →                                      | 桜町BT              | 元々この路線は熊本市営バス運行時代において「第二環状線」が存在したが、諸事情により、1992年4月1日より「第二環状線」の南側部分を現在の「八王寺環状線」として、北側部分を下欄の「子飼渡瀬線」として分断された。 |
| 八王寺環状線 | P0-0        | 桜町BT              | （L0-0と逆方向） | 桜町BT              | 元々この路線は熊本市営バス運行時代において「第二環状線」が存在したが、諸事情により、1992年4月1日より「第二環状線」の南側部分を現在の「八王寺環状線」として、北側部分を下欄の「子飼渡瀬線」として分断された。 |
| 流通団地線   | S3-1        | 桜町BT              | - 呉服町 - 熊本駅前 - 蓮台寺 - 平成けやき通り -                                                                                                 | 済生会病院          | |
| 流通団地線   | P2-1        | 桜町BT              | - 下通筋 - 大学病院前 - 西原公園前 - 南熊本駅前 - 平成町 - 流通団地 - 済生会病院 - 近見町 -                                                     | 野越団地            | |
| 流通団地線   | P1-1        | 桜町BT              | - 新市街 - 本荘町 - 南熊本駅前 - 萩原 - 田迎一里木 -                                                                                            | 済生会病院          | |
| 長溝団地線   | P3-1        | 変電所前(大江6丁目) | → 新屋敷町 → 白川公園前 → 通町筋 → 桜町BT → 新市街 → 南熊本駅 → 八王寺 →                                                                        | 長溝団地            | [ 注釈 6 ] |
| 長溝団地線   | G4-1        | 長溝団地            | → 八王寺 → 南熊本駅 → 新市街 → 桜町BT → 通町筋 → 白川公園前 → 新屋敷町 →                                                                        | 変電所前(大江6丁目) | [ 注釈 6 ] |
| 子飼渡瀬線   | F3-1        | 本山営業所          | - *桜町BT - 子飼橋 - 県立劇場 - 渡瀬（わたるぜ） -                                                                                              | 水前寺鳥居前        | 2019年10月1日より一部便に本山営業所発着便を設定。 |
| 子飼渡瀬線   | F3-2        | 本山営業所          | - *桜町BT - 子飼橋 - 県立劇場 - 水前寺鳥居前 - 水前寺公園前 -                                                                                   | 画図橋              | 2019年10月1日より一部便に本山営業所発着便を設定。 |
| 本山車庫線   | R4-1        | 桜町BT              | - 日銀前 - 迎宝町 - | 本山営業所          | 元々この路線は入出庫のための回送線扱いのため系統番号は無かったが、2019年9月11日市内路線系統番号変更の際に本路線にも新たに番号が付与された。                                                                  |
| 本山車庫線   | S2-1        | 桜町BT              | - 呉服町 - 熊本駅前 - | 本山営業所          | 元々この路線は入出庫のための回送線扱いのため系統番号は無かったが、2019年9月11日市内路線系統番号変更の際に本路線にも新たに番号が付与された。                                                                  |
| 大江城西線   | G3-1/2 U4-1 | 城西校北            | - 城西校前 - 西山中学前 - 新町 - 中央郵便局前 - *桜町BT - 水道町 - 熊本整形外科病院前 - *県立劇場 - 開新高校前 -                                | 水前寺駅北口        | G3-1は城西校北/桜町BT発県立劇場行き、G3-2は城西校北/桜町BT発水前寺駅北口行き。U4-1は共に桜町BT/城西校北行き。                                                                                                |
| 東西線       | G1-2        | 熊本駅前            | - 桜町BT - 熊本整形外科病院前 - 大江渡鹿 - 保田窪新道 - 日赤病院北口 - 託麻南 -                                                                 | トラックTM          | 2021年4月1日九州産交バスより譲受。 小峯営業所との共管路線。 |
| 東西線       | G1-5        | 熊本駅前            | - 桜町BT - 熊本整形外科病院前 - 大江渡鹿 - 保田窪新道 - 日赤病院 - 長嶺団地 - 免許センター -                                                    | パークドーム        | 2021年4月1日九州産交バスより譲受。 小峯営業所との共管路線。 |

#### その他の担当路線
| 路線名                          | 案内番号 | 起点     | 運行経由地 | 終点     | 備考                                                                  |
| ------------------------------- | -------- | -------- | --- | -------- | --------------------------------------------------------------------- |
| 熊本城周遊バス （しろめぐりん） | SS       | 熊本駅前 | → 新町 → 藤崎台下 → 桜町BT → 桜の馬場 城彩苑 → 熊本城・二の丸駐車場 → 子ども文化会館前 → 博物館・旧細川刑部邸前 → 県立美術館分館前 → ホテルキャッスル前 → 市役所前 → 桜の馬場 城彩苑 → 桜町BT → ANAクラウンプラザホテル熊本ニュースカイ → | 熊本駅前 | 2019年9月11日の市内路線系統番号変更の際に、新たにSSの系統記号が付与。 |

元々はこの路線も熊本市営バスが担当していた路線の1つであった（市営バス時代は本山・上熊本両営業所共管だった）が、2006年10月1日からは九州産交バスに移譲され運行経路も大幅変更。その後、2011年3月に運行経路の一部変更を経て、同年10月より同社から譲受された。移譲後は運行本数・運行経路・運賃等は九州産交バス時代と変わらなかったが、2014年4月1日からの消費税増税に伴い運賃も値上げされ、さらに同年10月1日より運行経路見直しに伴って運行本数も1日27便から22便へ減便されている。
| 路線名       | 案内番号 | 起点                | 運行経由地                                              | 終点                | 備考                                                                  |
| ------------ | -------- | ------------------- | ------------------------------------------------------- | ------------------- | --------------------------------------------------------------------- |
| 熊学ライナー | KL       | 熊本駅前            | → （大学病院前 → 大江渡鹿の経路でノンストップ） →       | 熊本学園大学 14号館 | 2019年9月11日の市内路線系統番号変更の際に、新たにKLの系統記号が付与。 |
| 熊学ライナー | KL       | 熊本学園大学 14号館 | → 水道町 → （国道3号線 → 祇園橋の経路でノンストップ） → | 熊本駅前            | 2019年9月11日の市内路線系統番号変更の際に、新たにKLの系統記号が付与。 |

熊本学園大学からの要請により、2011年10月から運行開始。講義時間に合わせて運行し、1乗車100円で学外の者（一般人）も利用可能。車両は熊本学園大学のラッピングをした専用車両が使用されるが、休校運休時は他の路線に使用できるようになっている。なお、熊本駅向きのみ水道町での降車が可能（2012年4月より）。
| 路線名           | 案内番号 | 起点   | 運行経由地                     | 終点         | 備考 |
| ---------------- | -------- | ------ | ------------------------------ | ------------ | ---- |
| 国立病院シャトル | 無番     | 水道町 | - 通町筋 - 市役所前 - 桜町BT - | 国立熊本病院 |      |

### 以前の担当路線
系統番号（案内番号）はいずれも当時のもので、2019年9月14日以前のものは旧系統番号を記す。
東バイパスライナー
2012年4月、小峯営業所へ移管。その後、2021年3月末を以って運行から撤退。2024年3月末を以って路線廃止。
- 九州産交バス・熊本電鉄バス・熊本バスとの共同運行　無番　（2009年9月より運行開始）
  - 西部車庫 - 近見町 - 済生会病院 - 田井島 - 熊本中央病院 - 市民病院 - 帯山 - 日赤病院 - 長嶺団地

アクアドーム線 (旧野口健軍線)
2019年5月31日で廃止。
- 西2 桜町BT - 呉服町 - 熊本駅前 - 蓮台寺 - 日吉校前 - 島団地 - 野口郵便局前 - アクアドーム

秋津健軍線
旧・野口健軍線。2013年4月、熊本市交通局から譲受。
- 県5/県6 桜町BT - 電車通り - 県庁前 - 熊本市民病院前 - 動植物園前 - 広木 - 若葉校前 - 秋津小楠記念館前
- 全線小峯営業所に移管。

まちなかループバス
近年の深刻な乗務員不足により2024年3月31日を以って運行終了。
- ML 熊本駅前 → 桜町BT → 下通筋 → 通町筋 → 熊本駅前
  - 2021年4月3日より試験運行を開始した際、熊本都市バスは運行事業者として加わっていなかったが、2022年7月2日より土曜日の夜間帯のみを増便した際、新たに運行事業者として参加。土日祝日のみの運行。上記バス停のみ停車。九州産交バス熊本営業所・木山営業所・熊本電鉄バスとの共同運行だった。

## 本山営業所停留所
この項目ではバスターミナルしての「本山営業所」発着便を表記。なお一部を除き路線名を省略および熊本桜町バスターミナルは桜町BTに省略。
| 系統                     | 行先 | 備考                                                               |
| 大学病院・桜町BT方面     | 大学病院・桜町BT方面 | 大学病院・桜町BT方面                                               |
| ------------------------ | --- | ------------------------------------------------------------------ |
| F3-1 F3-2                | （F3-1）水前寺鳥居前、（F3-2）画図橋（迎宝町・桜町BT・通町筋・子飼・大江渡鹿・県立劇場前・渡瀬・熊高正門前・水前寺鳥居前・湧心館高校前経由） | 当停留所始発で平日のみ各1便運行。                                  |
| G1-6                     | 長嶺小学校前（大学病院前・大江渡鹿・日赤病院構内・長嶺団地経由）                                                                             | 平日は本数少。                                                     |
| H4-1                     | 長嶺団地（大学病院前・大江渡鹿・県立劇場前・熊高正門前・帯山・日赤病院構内経由）                                                             | 平日朝3便のみ                                                      |
| K6-0                     | 県会議事堂前（大学病院前・交通局前・県庁前経由）                                                                                             | 平日7:50発の1便のみ                                                |
| O2-0                     | 第一環状線<内回り>（大学病院前・大江渡鹿・子飼橋・浄行寺町方面）                                                                             |                                                                    |
| O3-0 O3-1                | 中央環状線<外回り>（大学病院構内・大江渡鹿・県立劇場前・味噌天神前方面）                                                                     | O3-0系統の環状運行は平日朝夕運行便のみ、あとは「県立劇場前」止め。 |
| R4-1                     | 桜町BT（迎宝町・日銀前経由） | 当停留所始発。                                                     |
| 熊本駅・新町・田崎橋方面 | |                                                                    |
| G1-6 K6-0 O4-1           | 熊本駅前 |                                                                    |
| O1-0                     | 第一環状線<外回り>（熊本駅前・新町・段山町・上熊本駅前方面）                                                                                 | 一部「熊本駅前」止めの運行便あり。                                 |
| O4-0                     | 中央環状線<内回り>（熊本駅前・田崎橋・南熊本駅前・味噌天神前方面）                                                                           | O4-0系統の環状運行は平日朝夕運行便のみ（土日祝日は運休）。         |

- 当停留所到着便のみでは「S2-1 : 桜町BT発（呉服町・くまもと森都心プラザ経由）」便があるが、桜町BT方面の起点は「熊本駅前（1番のりば）」となる。
- 市交通局時代の平成初期までの停留所の名称は白川橋、これは熊本駅方面の白川にかかる「白川橋」があるとともに本山営業所東側に1965年（昭和40年）2月21日まで市交通局が運行していた熊本市電川尻線の白川橋停留場があったためである。